# 632 p.n.e.
| [ Edytuj tabelę ] |                                                                    |
| Król Asyrii       | - 669 p.n.e. Aszurbanipal 631 p.n.e.                               |
| Król Babilonu     | - 648 p.n.e. Kandalanu 626 p.n.e.                                  |
| Władca Chin       | - 652 p.n.e. Xiangwang 619 p.n.e.                                  |
| Władca Egiptu     | - 664 p.n.e. Psametych I 610 p.n.e.                                |
| Król Judy         | - 641 p.n.e. Jozjasz 609 p.n.e.                                    |
| Tyran Koryntu     | - 657 p.n.e. Kypselos 627 p.n.e.                                   |
| Król Lidii        | - 652 p.n.e. Ardys 625 p.n.e.                                      |
| Król Macedonii    | - 640 p.n.e. Filip I 602 p.n.e.                                    |
| Król Medów        | - 678 p.n.e. Fraortes 625 p.n.e.                                   |
| Władca Persji     | - 640 p.n.e. Ariaramnes 595 p.n.e. - 640 p.n.e. Cyrus I 600 p.n.e. |
| Król Rzymu        | - 642 p.n.e. Ankus Marcjusz 617 p.n.e.                             |
| Król Tyru         | - 660 p.n.e. Jahimilk (?) 630 p.n.e.                               |
| Władca Urartu     | - 639 p.n.e. Sarduri III 625 p.n.e.                                |

Rok 632 p.n.e.
stulecia: VIII wiek p.n.e. ~
VII wiek p.n.e. ~
VI wiek p.n.e.

lata: 642 p.n.e. «
636 p.n.e. «
635 p.n.e. «
634 p.n.e. «
633 p.n.e. «
632 p.n.e. »
631 p.n.e. »
630 p.n.e. »
629 p.n.e. »
628 p.n.e. »
622 p.n.e.

## Wydarzenia
Europa
- Próba przewrotu politycznego w Atenach pod przewodnictwem Kylona. Powstrzymany przez lud na Akropolu, zdołał zbiec, lecz pozostali spiskowcy zostali zgładzeni.

## Urodzili się
- Joachaz, król Judy
- Suizei, cesarz Japonii (data tradycyjna; pierwszym historycznym cesarzem Japonii był dopiero Kinmei)